# Теляково (Ивановская область)
Теляково — деревня в Ильинском районе Ивановской области России. Входит в Аньковское сельское поселение.

## География
Деревня расположена в верховьях ручья, левого притока реки Суходы. Высота над уровнем моря — около 140 метров.

## История
До 2005 года входило в Коварчинскую сельскую администрацию, с 25 февраля 2005 года включено в состав новообразованного Аньковского сельского поселения. 
С 24 октября 2012 года входит в территориальное общественное самоуправление «Коварчинский» Аньковского сельского поселения.

## Население
| 1859 | 1905 | 2010 | 2012 |
| ---- | ---- | ---- | ---- |
| 65   | ↗177 | ↘9   | →9   |

По данным местной администрации, на 1 января 2012 года в деревне проживали 9 человек, из которых 4 постоянных жителей и 5 проживающих более одного года и зарегистрированных по месту пребывания.

## Инфраструктура
В деревне 17 домов. Из местных жителей зимой никого не остается, так как дорога от снега не чистится и проехать на автомобиле невозможно.

## Люди, связанные с селом
В селе родился чекист, «разрушитель Русской православной церкви» Евгений Тучков.

## Топографические карты
- Лист карты O-37-117 Иваньковский. Масштаб: 1 : 100 000. Состояние местности на 1981 год. Издание 1982 г.
- Лист карты O-37-XXIX Иваново. Масштаб: 1 : 200 000. Состояние местности на 1981 год. Издание 1983 г.